# Flickskolekommittén 1885
Flickskolekommittén 1885 tillsattes av Sveriges riksdag för att utreda flickskolan i Sverige. Det var den andra efter den stora Flickskolekommittén 1866. Aktuella frågor denna gång var samundervisning, höjning av statsanslagen och tjänsteårsberäkning för flickskolornas lärare. Kommitténs uppgift var att utvärdera den undervisning som då gavs. Det var också den första statliga kommittén med kvinnliga ledamöter. 

## Bakgrund
1885 års Flickskolekommitté tillkom för att utvärdera det utbildningssystem för flickor som hade grundats sedan 1866 års kommitté. Sedan den förra kommittén fanns ett av staten accepterat utbyggt nät av flickskolor till viss del styrda av centrala förhållningsregler, som sedan 1874 också fick statligt stöd. Flera reformer i kvinnans ställning hade genomförts: tjänst vid järnvägen 1869; privat mogenhetsexamen och läkartjänst öppnades 1870; universiteten öppnades 1873; även gifta kvinnor fick bestämmanderätt över sin egen lön 1874 och tjänsten som ordinarie lärare öppnades 1875. Sedan den förra kommittén av 1866 hade samhället fått erfarenhet av kvinnor som undervisades och undervisade i ämnen och var yrkesverksamma i tjänster som tidigare varit reserverade för män. 
Flickskolekommittén 1885 hade till skillnad från den förra från 1866 möjlighet att luta sig på ett brett studium av ett redan utbyggt flickskolesystem; till skillnad från den förra, verkade den också i ett samhälle där utbildning för flickor betraktades som en självklarhet, kvinnor hade fått tillstånd att studera vid universitetet, och yrkesverksamma kvinnor redan var en realitet. År 1886 fanns inte bara en utan rentav två flickskolor i en rad städer: Gävle, Halmstad, Kalmar, Karlshamn, Lund, Norrköping och Ängelholm, och nio bara i Göteborg. Vid samma tid fanns 124 högre flickskolor med 10 351 elever, i jämförelse med de allmänna gossläroverken som hade endast ett obetydligt högre elevantal på 95 läroverk. Knappt hälften av flickskolorna hade statsbidrag och endast 40 hade 100 elever eller fler. 
Frågan om samundervisning började också bli allt mer omdebatterad vid denna tid. Motståndarna ansåg att samundervisning var oanständig och osedlig och sårade moralen, riskfylld för flickor och förutom sexuella hänsyn riskerade att skada deras från männen skilda egenskaper, eftersom könen hade skilda egenskaper som behövde utvecklas var för sig, och att flickor som undervisades med pojkar kunde tillägna sig manliga egenskaper och bli hårda och känslolösa, och att det var osedligt att flickor skulle undervisas av manliga lärare, särskilt om de var ogifta. Förespråkarna framhöll förutom de ekonomiska fördelarna att flickor och pojkar inte hade bevisats ha någon intellektuell skillnad i inlärningsförmåga och borde kunna tillgodogöra sig samma undervisning; att erfarenheter från USA visade att könen genom samundervisning tvärtom framhävde sina skillnader vid närvaro av motsatt kön; att flickors mjukare egenskaper tvärtom kunde civilisera och mildra den ganska brutala stämningen i pojkläroverken; att kvinnliga lärare borde kunna få undervisa också äldre pojkar och att det redan fanns gott om manliga lärare i flickskolorna.

## Synen på kvinnors utbildning
Kommittén konstaterade att flickor hade samma andliga kapacitet som pojkar, och att de reformer som hade genomförts sedan 1866 års kommitté hade bevisat att kvinnor kunde genomföra högre studier och sköta kvalificerade yrken. Den hävdade dock samtidigt att kvinnors psyke genomgick en försvagning i puberteten och att deras studier då blev lidande. En av kommitténs medlemmar, Goldkuhl, varnade i sitt rapportavsnitt för den nya moderna idén om att könen skulle vara psykiskt likvärdiga, men det framfördes dock inte som hela kommitténs slutsats. Kommittén förespråkade liksom förra gången att kvinnans främsta uppgift var den som hemmafru, men att kvinnoöverskottet innebar att det var nödvändigt för de som inte kunde gifta sig att få utbildning för sin försörjning: till skillnad från förra gången, inkluderades dock ett erkännande av att det fanns kvinnor som ville studera och kände sig "kallade" till vissa yrken trots att de hade möjligheten att bli hemmafruar. Den beklagade att kvinnliga studenter numera betraktade studentexamen som en avslutning på sin skolgång även om de inte tänkte bli yrkesverksamma, och rekommenderade praktisk allmänutbildning som mer passande för de flesta kvinnor. 

## Förslag
Kommittén tillbakavisade förslaget att göra folkskolan till en allmän grundskola även för de bildade klasserna och ville hellre att flickor ur de fattigare samhällsklasserna kunde få gå i flickskolor genom att avgifterna till flickskolorna sänktes genom ett ökat statligt stöd till dem. 
Kritiken mot förslaget att öka statsbidraget till flickskolorna bemöttes med att samhället tjänade på att motverka utsikten att "så viktiga, så inflytelserika samhällsmedlemar som de mera bildade klassernas qvinnor onekligen äro, i håglöshet och slapphet lefva ett lif, som har lefnadsnjutningen till grundton och hufvudsakliga föremål". 
Kommittén kritiserade skarpt flickskolornas undervisning som alltför lik pojkläroverkens: flickor borde få en mer åskådlig och enkel undervisning som utformades utifrån synen att förstahandsvalet för en kvinna var att bli husmor, och rekommenderade färre ämnen och mindre kunskap. 
Kommittén fastslog en tvåårig påbyggnadskurs för den som ville studera vidare: denna skulle fördjupa elevens kunskaper, fungera som seminarium med viss pedagogisk handledning och ha tillägg med individuella ämnen för att förkovra den enskilda elevens begåvning inför ett icke närmare specificerat yrkesliv. Bland de ämnen som då kunde komma på fråga var exempelvis naturkunskap, bokhålleri och lag och rätt. De akademiska aspirationerna var mer blygsamma än den förra kommissionen. Kommissionen tog här hänsyn till de klagomål på överanstränging, som inkommit på grund av dåvarande studietakt. De tre språk i fortsättningskursen som var nödvändiga för att kvalificeras för många yrken minskades genom timplanen till två, och eleven tvingades ta igen detta med privata kurser. Detta motiverades med kvinnors svagare fysik som ansågs ha lett till överansträngning. Flickskolekommittén 1885 var därmed mindre radikal än den föregående, och visade en mer fientlig attityd mot kvinnligt yrkesarbete, eftersom den försvårade högre studier för kvinnor med hänvisning till hälsoskäl och överansträgning på grund av en svagare fysik. 
Kommittén föreslog samundervisning som en lösning på flickskolornas dåliga ekonomi: vid denna tid förekom en livlig debatt om nedläggning av alla de för staten dyra småläroverken, som skulle få fler elever om även flickor tilläts fortsätta i högre klasser från folkskolan, som redan hade samundervisning, i stället för att sluta vid årskurs fem, så då var regeln. Kommittén stödde samundervisning av rent ekonomiska skäl, men rekommenderade så många försiktighetsåtgärder av sedlighetsskäl att förslaget skulle bli svårt att genomföra: bland annat ville de endast stödja samundervisning i små orter där det rådde enklare och "renare" seder, vilket gjorde att förslaget lätt kunde avvisas av domkapitlens remissinstanser, som enhälligt fördömde samundervisning av sedlighetsskäl. Förslaget om samskoleundervisning avvisades då kommittén lade fram sin rekommendation. Förslag om samundervisning för personer som uppnått pubertetsåldern, dvs i läroverken, avslogs i riksdagen 1886 och 1892, men 1904 fick flickor rätten att söka till allmänna läroverk i vissa orter. Flickskolornas ekonomi förbättrades avsevärt med större bidrag från stat, kommun och fonder under 1890-talet, vilket också gjorde att de fick rätta sig mer efter statens undervisningsdirektiv och gjorde utbildningen mer enhetlig. Även samskolor fick statsbidrag från 1890.

## Medlemmar
1. Ordförande: professor Einar Löfstedt
2. Sophie Adlersparre
3. Hilda Caselli, föreståndare för Statens normalskola och initiativtagare till det första flickskolemötet 1879.
4. Lektor Hammar, grundare av en flickskola i Karlskrona
5. Lektor Gustaf Cederschiöld, rektor för Nya elementarskolan för flickor i Göteborg
6. August Edvard Goldkuhl, skolläkare i Växjö flickskola